# Isothecium intricatum
Isothecium intricatum là một loài rêu trong họ Brachytheciaceae. Loài này được Hartm. Boulay mô tả khoa học đầu tiên năm 1884.